# تکن ۲
تکن ۲ (به انگلیسی: Tekken 2) یک بازی ویدئویی در سبک مبارزه‌ای و عنوان دومین بخش از مجموعه بازی‌های تکن می‌باشد. تکن ۲ برای اولین بار توسط شرکت نامکو در تابستان سال ۱۹۹۵ بر روی آرکید و بعد از آن در سال ۱۹۹۶ بر روی کنسول پلی‌استیشن منتشر شد. همچنین در سال ۲۰۰۵ یکبار دیگر در قسمتی از حالت تاریخچه آرکید تکن ۵ برای کنسول پلی‌استیشن ۲، و همچنین در سال ۲۰۰۷ برای پلی‌استیشن ۳ و پی‌اس‌پی از طریق شبکه پلی‌استیشن در دسترس قرار گرفت.
ده شخصیت قابل انتخاب در نسخهٔ دستگاه آرکید بازی، و حداکثر بیست و پنج مبارز دیگر، شامل هشت شخصیت جدید در نسخهٔ کنسول وجود دارند. تکن ۲ یک موفقیت تجاری بود و همچنین با واکنش‌های مثبتی از سوی منتقدان همراه بود، و تبدیل به یکی از موفق‌ترین بازی‌های ویدئویی سال ۱۹۹۶ با حدوداً ۴۰ هزار واحد آرکید و ۵٫۷ میلیون نسخه در سراسر جهان بر روی کنسول پلی‌استیشن فروش کرد. دنبالهٔ این بازی تحت عنوان تکن ۳، در مارس ۱۹۹۷ عرضه شد.

## روند بازی
بازی دارای ۲۵ شخصیت قابل انتخاب می‌باشد. نحوهٔ بازی در تکن ۲ بسیار شبیه به نسخهٔ پیشینش است به اضافهٔ تغییرات کمی در آن. زمینهٔ مراحل مانند قبل به صورت دو بعدی و با خصوصیت فضای نامحدود در مرحله است، و از سیستم مبارزه‌ای استفاده می‌کند که در آن از چهار دکمه استفاده می‌شود: مشت چپ، مشت راست، لگد چپ و لگد راست. از اضافات جالب می‌توان به برگشت دادن ضربهٔ حریف یا بدل گرفتن "Reversal" که فقط برخی از شخصیت‌ها این خصوصیت را دارا می‌باشند، گرفتن از عقب، گرفتن‌های زنجیره‌ای برای یک کاراکتر و قدم به طرفین اشاره کرد. هر دفعه که بازی توسط شخصیت‌های مختلفی در موده آرکید به اتمام می‌رسد، یک شخصیت جدید برای انتخاب در لیست آزاد می‌شود.

## داستان
دو سال از اولین تورنومنت مشت آهنین گذشت. در یک شب طوفانی، یک فرد تنها برای بالا آمدن از صخرهٔ سنگی مبارزه می‌کند تا بالاخره به بالای آن رسید.
میشیما زایباتسو، به رهبری کازویا میشیما بیشتر از قبل قدرتمند و فاسدتر و همچنین درگیر مسائل غیرقانونی و نامشروع شده بود. این مسائل شامل: بچه دزدی، اخاذی، قاچاق گونه‌های در حال انقراض برای آزمایش‌ها غیرقانونی و باج‌گیری بودند.
فعالیت‌های غیرمجاز کازویا برای او دشمنان زیادی در گوشه و کنار جهان به وجود آورده بود، یکی از این دشمنان جون کازاما از بنیاد حمایت از حیوانات بود. هرچند، مشکل بزرگ کازویا، ترس از این بود که خبری از زنده بودن هیهاچی میشیما که دو سال قبل در تورنومنت پیشین او را شکست داده بود به گوشش برسد و اینکه هیهاچی برای گرفتن انتقام به سراغ او بیاید. به قصد خلاص شدن از دست هیهاچی و تمام دشمنان یک بار برای همیشه، کازویا ناقوس تورنومنت پادشاهی مشت آهنین ۲ را به صدا درآورد، با جایزه‌ای هزار برابر از دفعهٔ قبل (۱ تریلیون دلار).
جون کازاما بالاخره با کازویا روبرو شد، اما به جای دستگیری، مجذوب او شد (به سبب قدرت جادویی دویل). در آخر او حامله شد و کازویا پدر بچه بود. در اثر این شک و پریشانی او تورنومنت را ترک کرد. در راند نهایی، هیهاچی با کازویا روبرو شد و آن‌ها یکباره دیگر با هم مبارزه کردند. هیهاچی راند اول مبارزه را پیروز شد تا دویل کنترل بدن کازویا را در اختیار بگیرد و قدرت اصلی خود را نشان دهد. این کار سبب شد کازویا تبدیل به یک جانور شبیه به شیطان شود. با وجود اینکه او قویتر شده بود، دویل به دست هیهاچی شکست خورد و به سرعت تبدیل به بدن بیهوش کازویا گردید. بعد از تورنومنت و شکست کازویا، شیطان سعی در وارد شدن به بدن جون و روح پسر به دنیا نیاوردهٔ او شد. اما جون با او مبارزه کرده و فراریش داد. در این فرصت هیهاچی کازویا را به دهانه آتشفشان فعالی برد و او را به داخل آن انداخت. هیهاچی سوار بر هلیکوپتر شد و در حین اینکه آتشفشان شروع به فعالیت کرد از آنجا گریخت. او بالاخره انتقام و شرکت خود را بازپس گرفت.

## فهرست شخصیت‌ها
بازی دارای ۱۷ شخصیت برگشته از قسمت قبلی و ۸ شخصیت جدید و در مجموعه ۲۵ مبارز می‌باشد. از این ۲۵ شخصیت قابل انتخاب، تنها ده مبارز به‌طور پیش فرض برای انتخاب در دسترس هستند، و سایر شخصیت‌ها از طریق به‌روزرسانی (نسخهٔ آرکید)، یا تمام کردن حالت آرکید با شخصیت‌های دیگر (نسخهٔ کنسول) در دسترس هستند. همانند قسمت اول، صفحه انتخاب شخصیت‌ها به‌طور پیش فرض تنها ۱۰ نفر را نشان می‌دهد. فهرست شخصیت‌های بازی شامل:

### شخصیت‌های برگشته
- هیهاچی میشیما
- مارشال لا
- پال فینکس
- میشل چان
- نینا ویلیامز
- کینگ ۱
- یوشیمیتسو
- کازویا میشیما (بازشدنی)
- کوما (بازشدنی)
- لی چائولان (بازشدنی)
- گانریو (بازشدنی)
- آنا ویلیامز (بازشدنی)
- پروتوتایپ جک (بازشدنی)
- دویل (بازشدنی)
- آرمور کینگ (بازشدنی)
- ونگ جین ری (بازشدنی)
- کونیمیتسو (بازشدنی)

شخصیت‌های جدید
- جون کازاما
- ری اوران
- جک ۲
- پک تو سان (بازشدنی)
- بروس اروین (بازشدنی)
- راجر (بازشدنی)
- الکس (بازشدنی)
- انجل (بازشدنی)

### بازی کردن با الکس و راجر
با بازی در موده آرکید و رسیدن به سومین مبارزه، یک راند را برده. حالا باید به حریف اجازه داد تا خون بازیکن را در راند دوم یا سوم به ۵٪ برساند. به محض انجام این کارها باید حریف را شکست داد. اگر تمام کارها به درستی انجام شده باشد، باید صدایی به گوش برسد که می‌گوید "!GREAT" و بستگی به لباس تن شخصیت بازیباز، مبارزهٔ چهارم با الکس یا راجر خواهد بود.

## بازتاب‌ها
| گردآورنده  | امتیاز |
| ---------- | ------ |
| گیم‌رنکینگز | ۹۲٫۵۰٪ |
| متاکریتیک  | ۸۹/۱۰۰ |

| ناشر                    | امتیاز |
| ----------------------- | ------ |
| الکترونیک گیمینگ مانثلی | ۸٫۵/۱۰ |
| فامیتسو                 | ۳۸/۴۰  |
| گیم اینفورمر            | ۹٫۵/۱۰ |
| گیم‌پرو                  | ۵/۵    |
| گیم رولیشن              | -A     |
| گیم‌اسپات                | ۹٫۲/۱۰ |
| آی‌جی‌ان                  | ۹/۱۰   |

تکن ۲ نمرات خوبی را از سایت‌ها دریافت کرد، و در حال حاضر با جمع کل امتیاز ۹۲٫۵۰٪ در وبگاه گیم‌رنکینگز و ۸۹ از ۱۰۰ در متاکریتیک قرار دارد. وبگاه گیم‌اسپات به این بازی ۹٫۲ از ۱۰ داده، همچنین گرافیک و حرکات نرم شخصیت‌ها را تحسین کرد. وبگاه آی‌جی‌ان نیز با دادن امتیاز ۹ از ۱۰، گرافیک و نورپردازی بازی را تحسین کرده‌است، و در مجلهٔ الکترونیک گیمینگ مانثلی به عنوان بهترین بازی بر روی آرکید سال ۱۹۹۵ شناخته شد.